# Intention (låt)
Intention är en låt av den bulgariske supergruppen Intelligent Music Project. Låten släpptes det 5 december 2021 och var det bulgariske bidraget till Eurovision Song Contest 2022.

## Eurovision Song Contest
I mitten av september 2021 tillkännagav skaparen av Intelligent Music Project, Milen Vrabevski, att gruppen blivit utvald till att representera Bulgarien i Eurovision Song Contest 2022. Det bulgariske sändningsföretaget, BNT, bekräftade detta den 25 november 2021 samt att de skulle tävla med låten "Intention". Låten släpptes den 5 december samma år och blev det första bidrag att släppas det året.
Bidraget framfördes i den första semifinalen som ägde rum den 10 maj 2022. Låten placerade sig på en 16:e plats med 29 poäng och misslyckades därför med att nå finalen.